# Спектральная серия
Спектральная серия — набор спектральных линий, которые получаются при переходе электронов с любого из вышележащих термов на один нижележащий, являющийся основным для данной серии. Точно также в поглощении при переходе электронов с данного уровня на любой другой образуется спектральная серия.
Частоты линий С. с. подчиняются определённым математич. закономерностям. Максимальная частота (минимальная длина волны), допустимая для данной серии, называется границей серии. За границей серии спектр становится непрерывным.
Наиболее изученными являются спектральные серии водорода, гелия и щелочных металлов. Для многоэлектронных оболочек аналитическое описание термов очень сложно.